# Pauline Ranvier
Pauline Ranvier (París, 14 d'abril de 1994) és una esportista francesa que competeix en esgrima, especialista en la modalitat de floret.
Va participar en els Jocs Olímpics de Tòquio 2020, i hi va guanyar una medalla de plata en la prova per equips (juntament amb Anita Blaze, Ysaora Thibus i Astrid Guyart).
Va guanyar cinc medalles en el Campionat del Món d'esgrima, entre els anys 2015 i 2022, i sis medalles en el Campionat d'Europa d'esgrima, entre els anys 2015 i 2023.

## Palmarès internacional
| Jocs Olímpics      | Jocs Olímpics            | Jocs Olímpics | Jocs Olímpics     |
| Any                | Lloc                     | Medalla       | Prova             |
| ------------------ | ------------------------ | ------------- | ----------------- |
| 2020               | Tòquio ( Japó)           | 2             | Floret per equips |
| Campionat del món  |                          |               |                   |
| Any                | Lloc                     | Medalla       | Prova             |
| 2015               | Moscou ( Rússia)         | 3             | Floret per equips |
| 2016               | Rio de Janeiro ( Brasil) | 3             | Floret per equips |
| 2018               | Wuxi ( R.P. de la Xina)  | 3             | Floret per equips |
| 2019               | Budapest ( Hongria)      | 2             | Floret individual |
| 2022               | El Caire ( Egipte)       | 3             | Floret per equips |
| Campionat d'Europa |                          |               |                   |
| Any                | Lloc                     | Medalla       | Prova             |
| 2015               | Montreux ( Suïssa)       | 3             | Floret per equips |
| 2016               | Toruń ( Polònia)         | 3             | Floret per equips |
| 2018               | Novi Sad ( Sèrbia)       | 3             | Floret per equips |
| 2019               | Düsseldorf ( Alemanya)   | 2             | Floret per equips |
| 2022               | Antalya ( Turquia)       | 2             | Floret per equips |
| 2023               | Cracòvia ( Polònia)      | 2             | Floret per equips |